# Abbondio Bernasconi
Abbondio Bernasconi (* 7. August 1757 in Riva San Vitale; † 2. September 1822 ebenda) war ein Schweizer Politiker.

## Biografie
Abbondio Bernasconi war Sohn des Manfredo Bernasconi und dessen Ehefrau Maria Antonia geborene Fossati. Er studierte Rechtswissenschaften an der Universität Pavia, brach das Studium jedoch vorzeitig ab und beendete es ohne Abschluss. Nach 1775 war er als Advokat und Notar tätig und gehörte einer bekannten Gruppe von Patrioten in Riva San Vitale an. 1781 wurde er zum Kanzler der Pieve von Riva San Vitale ernannt.
Während der Französischen Revolution scheiterte am 15. Februar 1798 der Versuch, die Vogtei Lugano der Cisalpinischen Republik anzuschliessen. Als Reaktion darauf schlossen sich alle Gemeinden der Pieve von Riva San Vitale, die zur Vogtei Lugano gehörten, am 23. Februar 1798 zur Republik Riva zusammen, die allerdings nur bis zum 16. März 1798 Bestand hatte. In dieser Zeit erfolgte Bernasconis Entsendung als Sekretär und Vertreter des Volkes von Riva nach Mailand zu Verhandlungen über den Anschluss an die Cisalpinische Republik. Nach dem Ende der Republik Riva San Vitale zog er sich in das Privatleben zurück, nahm jedoch kurz darauf als Mitglied des Gemeinderats und der Bürgergemeinde seines Heimatorts wieder am politischen Leben teil. Alle Tessiner Gemeinden, so auch Riva San Vitale, wurden im Jahr 1803 Teil des neu gegründeten Kantons Tessin.
Bernasconi sympathisierte mit der Opposition gegen die vom Wiener Kongress vorgelegte Kantonsverfassung und wurde dafür vom eidgenössischen Kommissar Hans Jakob Hirzel mit einer hohen Geldbusse belegt.
Abbondio Bernasconi war verheiratet mit Giovanna Alfieri. Aus dieser Ehe ging der Jurist und Politiker Manfredo Bernasconi hervor.

## Schriften (Auswahl)
- Al gran consiglio della Repubblica e Cantone Ticino rispettosa rimostranza sulla risoluzione 7 luglio 1821 d'approvazione dell'assemblea patriziale di Riva S. Vitale del 16 luglio 1820. Como: Tip. P. Ostinelli, 1821.